# Resolució 1988 del Consell de Seguretat de les Nacions Unides
La Resolució 1988 del Consell de Seguretat de les Nacions Unides fou adoptada per unanimitat el 17 de juny de 2011. Després de recordar resolucions 1267 (1999), 1333 (2000), 1363 (2001),  1373 (2001), 1390 (2001), 1452 (2002), 1455 (2002), 1526 (2004), 1566 (2004), 1617 (2005), 1624 (2005), 1699 (2005), 1730 (2006), 1735 (2006), 1822 (2008) i 1929 (2009) sobre terrorisme i l'amenaça a l'Afganistan, el Consell va imposar règims separats de sancions a Al-Qaeda i als talibans.
La resolució 1988 va tractar les sancions relacionades amb els talibans, mentre que la resolució 1989 (2011) va tractar les sancions contra Al-Qaeda. Fins al pas de les dues resolucions, les sancions als talibans i al-Qaeda havien estat manejades pel mateix comitè.

## Detalls
El Consell de Seguretat va reafirmar que la situació a l'Afganistan continuava constituint una amenaça per a la pau i la seguretat internacionals. Les disposicions de la resolució, adoptades sota el Capítol VII de la Carta de les Nacions Unides, van incloure:
- Un nou règim de sancions dirigit als talibans i associats;
- Els individus afgano-talibans que figuren en la llista d'individus sancionats creats després de la resolució 1267 foren traslladats a la nova llista de sancions creada per la resolució actual;
- Es va crear un nou "Comitè de sancions a Afganistan" per supervisar l'aplicació de les sancions;
- El nou comitè va aixecar les sancions contra els antics membres del talibà que havien renunciat a la violència i es van unir al procés de reconciliació;
- El Govern de l'Afganistan va enviar al Comitè una llista d'individus que considerava que podien ser retirats;
- El nou règim de sancions era transparent i les sancions havien de ser aplicades de manera justa.

L'annex de la resolució va proporcionar instruccions per al nou Comitè.